# Coroação papal

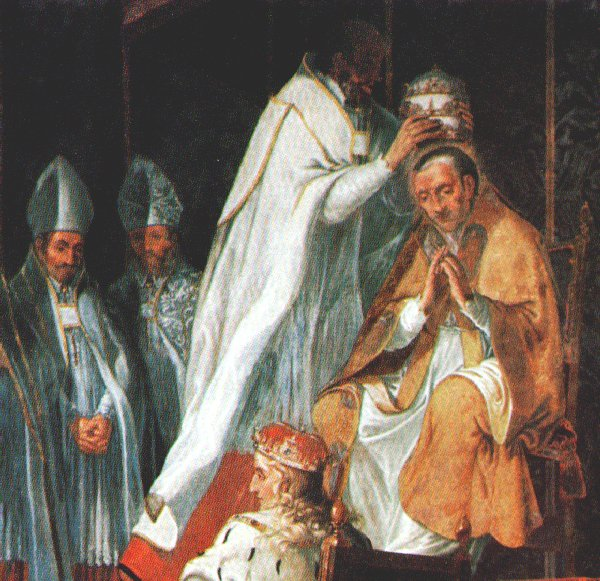
Pintura da coroação do Papa Celestino V.

A Coroação Papal era a cerimônia em que um novo papa era coroado após a sua
eleição, e que não foi oficialmente abolida, apesar de estar em desuso. Para esta cerimônia usava-se a tiara papal. Os registros das primeiras coroações papais remontam ao século XII, e o último papa a ser coroado foi Paulo VI em 1963. Desde então, os papas que lhe sucederam substituíram a cerimônia por uma inauguração do pontificado.
A coroação, tradicionalmente, representava "a posse do poder ao qual o centro do cristianismo foi investido por Jesus. (...) Tudo prosseguia de maneira que viesse a ressaltar a nobreza do Papado e sua jurisdição à todos os níveis, inerentes ao Papado de Pedro."

## Procedimento e Ritual
Quando um conclave elege um novo papa, ele assume todos os direitos e autoridade imediatamente após a aceitação da sua eleição, porém, tradicionalmente os papas numeram seus anos de pontificado a partir da data de sua coroação. Desde o pontificado do Papa João XXIII, todos os cardeais devem ser bispos, e por vários séculos, os cardeais têm sempre eleito um deles para ser papa. Se um papa recém-eleito não é bispo, ele é consagrado ao mesmo tempo. De acordo com a tradição, o direito de consagração pertence ao Decano do Colégio dos Cardeais, na sua ausência, ao Vice-Decano, e na ausência de ambos, para o Cardeal-bispo. Se o novo papa já é um bispo, a sua eleição é anunciada imediatamente às pessoas reunidas na Praça de São Pedro e ele dá-lhes a sua bênção.
A entronização episcopal do papa ocorre em sua catedral, a Basílica de São João de Latrão. Essa cerimónia era anteriormente sincronizada com a sua coroação. Durante o papado de Avinhão, o Papa estando na França, não pôde ser entronizado em sua catedral em Roma, a coroação continuou, enquanto as entronizações foram interrompidas. Atualmente a Basílica de Latrão continua sendo a catedral de Roma, e a entronização papal ocorre lá.  Durante a "questão romana", a entronização não aconteceu.

### Missa da Coroação

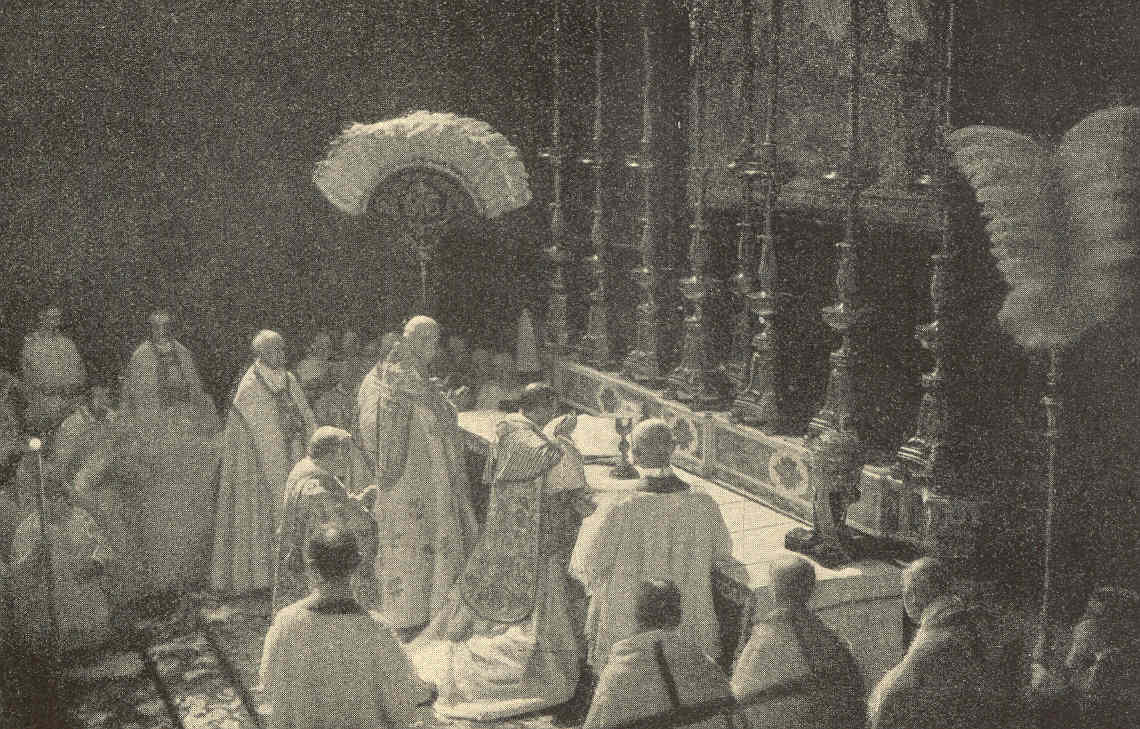
A Missa de coroação do Papa Bento XV em 1914. A tiara papal encontra-se na parte extrema direita do altar.

A coroação, quando ocorre, acontece, "via de regra", no primeiro domingo ou dia santo seguinte à eleição. Tudo começa com uma solene Missa Papal. Durante o canto da Terceira Hora, o papa se senta em um trono e todos os cardeais fazem o ritual denominado de "primeira reverência" para ele, aproximando-se um por um, e beijando sua mão. Então, os Arcebispos e bispos aproximam-se e beijam seus pés.
Depois disso, pelo menos desde o início do século XVI, o papa recém-eleito era levado até a Basílica de São Pedro em procissão, na Sede gestatória, com um flabelo de cada lado. Nessa ocasião o pontífice utiliza uma mitra gloriosa. A procissão para três vezes. Em cada ocasião, um mestre de cerimônias papal, de joelhos diante do papa, queima uma mecha de estopa e diz três vezes consecutivas, em voz alta "Sancte Pater, sic transit gloria mundi!" ("Santo Padre, assim passa a glória do mundo!"). Estas palavras, dirigidas ao papa, serviam como um lembrete da natureza transitória da vida e das honras terrenas. Uma vez no altar-mor na basílica, ele iria realizar a missa solene papal.
Após a Confiteor, o papa ficaria sentado em um trono, e três cardeais bispos seniores aproximam-se dele usando mitras. Cada um por sua vez, colocam as mãos em cima dele e dizem a oração, Super electum Pontificem (sobre o pontífice eleito). Então, primeiro, o Cardeal-Bispo de Albano diz:

Deus, que estais presente, sem distinção, sempre que a mente devota o invoca, sede presente, Vos pedimos, sobre  nós e sobre este vosso servo (Nome), que escolhestes para cume da comunidade apostólica e para juiz de seu povo, infundi nele, que chegou a esta dignidade, o dom das maiores bênçãos, para que ele exerça o ofício supremo a que vós o elevastes.
Em seguida, o Cardeal-Bispo de Porto-Santa Rufina diz:
Deus Todo-Poderoso,nós Vos suplicamos, pelo efeito de seu costumeiro amor, que derrameis sobre este vosso servo (Nome), a graça do Espírito Santo para que esse servo que se constitui misteriosamente a cabeça de nossa Igreja, seja fortalecido com o plenitude da virtude.
Finalmente, o Cardeal-Bispo de Óstia diz:
Deus, que quisestes que o Apóstolo Pedro detivesse o primeiro lugar na comunhão interior dos apóstolos, para que o cristianismo universal vencesse o mal, pedimos que olheis propiciamente sobre este vosso servo (Nome), que tendo uma cátedra humilde será subitamente elevado ao trono do Príncipe dos Apóstolos, que sendo ele elevado a esta alta dignidade, possa também acumular méritos e virtudes; e suportar o encargo de reger a Igreja Universal; ajudai-o, tornai-o digno de Vós, e o abençoai-o para que possa substituir os vícios pelos méritos .
o cardeal proto-diácono coloca o pálio sobre os seus ombros dizendo:
Recebei o pálio, que representa a plenitude da Instituição Pontifícia para a honra do Altíssimo Deus, e a glória da Virgem Maria, sua Mãe, e dos Santos Apóstolos Pedro e Paulo, e da Santa Igreja Romana.
Nos séculos XI e XII o mantum (inicialmente da cor vermelha, e depois da cor branca) era colocado sobre o novo papa e era considerada como a posse simbólica da autoridade papal, e foi conferida com as palavras: Investio te de papatu romano ut praesis urbi et orbi ("Eu te invisto com o papado romano, para que governes a cidade e o mundo".)
por esta época, também recebia a Férula papalde três braços, ou hierofante.
Após a investidura com o pálio, o papa retira-se do altar-mor e depois volta para a sua cátedra, para receber novamente a reverência dos cardeais, arcebispos e bispos. Em seguida, a missa continua. Após o Gloria in excelsis Deo, e a  Pax vobis, o papa canta a Colecta do dia, e então secretamente faz uma oração para si mesmo. Depois o papa volta novamente para o seu lugar, e as Laudes Papais seriam cantadas:
| Cantores:         | Responso:                                                                                 |
| ----------------- | ----------------------------------------------------------------------------------------- |
| Ouve, ó Cristo    | A vida de Nosso Senhor (Nome), instituído por Deus como Supremo Pontífice e Pai Universal |
| Salvador do Mundo | Ajude-o.                                                                                  |
| Salvador do Mundo | Ajude-o                                                                                   |
| Salvador do Mundo | Ajude-o                                                                                   |
| Santa Maria       | Ajude-o                                                                                   |
| Santa Maria       | Ajude-o                                                                                   |
| São Miguell       | Ajude-o                                                                                   |
| Etc.              | etc.                                                                                      |

### Coroação
Após a missa, o novo papa era coroado com a tiara papal. Esta cerimônia poderia ocorrer na varanda da Basílica de São Pedro, na Basílica de São João de Latrão ou na Capela Sistina, em que o papa ficava sentado em uma trono, com um flabelos de cada lado dele, então, o Cardeal Proto-Diácono, retira a mitra do papa e, ao colocar a tiara na sua cabeça, diz:
Accipe tiaram tribus coronis ornatam, et scias te esse Patrem Principum et Regnum, Pastorem Orbis in terra, in terra Vicarium Salvatoris Nostri Jesu Christi, cui est honor et gloria in sæcula sæculorum. Amen
(Recebei a tiara, ornada de três coroas, e sabei que sois Pai de Príncipes e Reis, pastor de toda a terra e Vigário do Salvador, Nosso Senhor Jesus Cristo, a quem é dada toda honra por todos os séculos dos séculos. Amém)
Então, era colocada solenemente a tiara na cabeça do papa, dispondo as ínfulas por trás do pescoço. Depois de sua coroação, o papa pronunciava a solene bênção Urbi et Orbi.

## A posse da cátedra do Bispo de Roma
O último ato da inauguração de um novo pontificado é a posse formal (possessio) de sua cátedra como Bispo de Roma na Basílica de São João de Latrão. Esta é a cerimônia final referida na Constituição Apostólica do Papa João Paulo II sobre a vacância da Sé Apostólica e a eleição do Romano Pontífice. O papa é entronizado na mesma maneira que outros bispos. Ele é solenemente conduzido ao trono episcopal, e toma posse sentando-se sobre a cadeira. Ele recebe o beijo da paz e escuta a leitura de uma passagem da Bíblia, ao que ele pronuncia um sermão que era chamado de sermo inthronisticus.

## Local da cerimônia

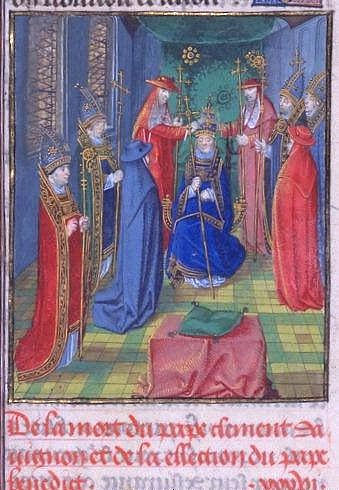
Consagração do Antipapa Bento XIII em Avinhão, em 28 de setembro de 1394.

As primeiras coroações papais ocorreram na Basílica de São João de Latrão, a catedral do papa. No entanto, há centenas de anos a coroação papal tradicionalmente têm ocorrido nos arredores da Basílica de São Pedro, embora durante o Papado de Avinhão, algumas coroações ocorreram na cidade homônima. Em 1800 o Papa Pio VII foi coroado na igreja do mosteiro beneditino de San Giorgio, Veneza, depois que seu antecessor, recentemente falecido, o Papa Pio VI, tinha sido forçado ao exílio durante a captura de Roma pelos exércitos franceses de Napoleão Bonaparte. Ele foi coroado com um tiara de papier-mâché, confecionada com joias das senhoras de Veneza, que as doaram ao papa.
Todas as coroações depois de 1800 ocorreram em Roma. Até meados do século XIX os papas foram coroados em São João de Latrão. No entanto a hostilidade pública ao Papa em Roma obrigou a cerimônia a ser transferida para a Basílica de São Pedro. Leão XIII foi coroado na Capela Sistina, devido a receios de que o movimento anticlerical, inspirado pela Unificação italiana, poderia perturbar a cerimônia. Bento XV também foi coroado na capela em 1914. Pio XI foi coroado no palanque em frente ao altar-mor da Basílica de São Pedro. Pio IX, Pio XII, João XXIII e Paulo VI foram coroados em público na sacada da basílica, em frente a multidões reunidas na Praça de São Pedro.
A coroação de Pio XII em 1939 foi a primeira coroação a ser filmada e transmitida diretamente pelo rádio. A cerimônia, que durou seis horas, reuniu diversos dignitários, que incluía o Príncipe do Piemonte Humberto II da Itália, os reis Fernando I da Bulgária e Afonso XIII de Espanha, o duque de Norfolk (que representou o rei George VI do Reino Unido) e os Taoiseach irlandês Éamon de Valera.

## A coroação papal na atualidade
O último papa coroado foi Paulo VI, em 1963. Em sua Constituição Apostólica de 1975 Romano Pontifici Eligendo sobre os métodos da eleição dos Papas, Paulo VI sugeriu que seus sucessores poderiam ser coroados: “Finalmente, o Pontífice será coroado pelo Cardeal Protodiácono e, dentro de um momento oportuno, irá tomar posse na Arquibasílica Patriarcal de Latrão, de acordo com o ritual prescrito":
Porém o seu sucessor imediato, o Papa João Paulo I, não quis ser coroado, substituindo-a por uma cerimônia que foi denominada de "Inauguração do Sumo Pontifíce" em setembro de 1978, e após sua morte súbita, o Papa João Paulo II falou sobre o assunto à congregação em sua inauguração:
| “ | "O último Papa que foi coroado foi Paulo VI em 1963, mas após a cerimônia de coroação solene ele nunca usou a tiara novamente e deixou seus sucessores livres para decidirem a esse respeito. O Papa João Paulo I, cuja memória é tão viva em nossos corações, não gostaria de usar a tiara, nem o seu sucessor deseja hoje. Este não é o momento de voltar a uma cerimônia e um objeto considerado, erradamente, como um símbolo do poder temporal dos papas. Nosso tempo nos chama, nos exorta, nos obriga a olhar para o Senhor e mergulhar na meditação humilde e devota sobre o mistério do poder supremo do próprio Cristo ". | ” |

Em sua Constituição Apostólica de 1996 Universi Dominici Gregis, João Paulo II revisou as regras sobre a eleição dos papas, e removeu qualquer menção a uma coroação papal, substituindo-a com uma referência a uma inauguração: "Após a cerimônia solene de inauguração do pontificado e dentro de um prazo adequado, o papa tomará posse do Arquibasílica Patriacal de Latrão, de acordo com o ritual prescrito". Porém João Paulo II não especifica a forma específica que a cerimônia solene de inauguração do pontificado deve ser realizada, com ou sem uma coroação. A tiara papal continua disponível para qualquer futuro Papa que deseje usá-la, porém é muito improvável a tiara ou a cerimônia de coroação sejam usadas novamente.

## Lista das coroações papais de 1143-1963
Lista de todas as coroações papais entre 1143 e 1963:
- 3 de outubro de 1143 (Roma) – Papa Celestino II, coroado pelo Cardeal Gregorio Tarquini, Protodiácono da SS. Sergio e Bacco. Em 26 de setembro, ele foi consagrado bispo de Roma pelo cardeal Alberico de Beauvais, Bispo de Ostia.
- 12 de março de 1144 (Roma) – Papa Lúcio II, coroado pelo cardeal Gregorio Tarquini, Protodiácono da SS. Sergio e Bacco. No mesmo dia, ele foi consagrado bispo de Roma pelo cardeal Alberico de Beauvais, bispo de Ostia.
- 14 de março de 1145 (abadia de Farfa) – Papa Eugênio III, coroado pelo Cardeal Odone Bonecase, Diácono de S. Giorgio em Velabro. Em 18 de fevereiro foi consagrado bispo de Roma pelo cardeal Corrado della Suburra, Bispo de Sabina e decano do Sacro Colégio dos Cardeais.
- 12 de julho de 1153 (Roma) – Papa Anastácio IV, coroado pelo Cardeal Odone Bonecase, Protodiácono de S. Giorgio em Velabro.
- 5 de dezembro de 1154 (Roma) – Papa Adriano IV, provavelmente coroado pelo Cardeal Rodolfo, diácono de S. Lucia em Septisolio.
- 20 de setembro de 1159 (Ninfa) – Papa Alexandre III, coroado pelo Cardeal Odone Bonecase, Protodiácono de S. Giorgio em Velabro. No mesmo dia, ele foi consagrado bispo de Roma pelo cardeal Ubaldo Allucingoli, Bispo de Ostia e Velletri.
- 4 de outubro de 1159 (abadia de Farfa) – Antipapa Vítor IV (1159-1164), coroado e consagrado bispo de Roma pelo cardeal Icmar, Bispo de Tusculum e decano do Sacro Colégio dos Cardeais.
- 22 de julho de 1167 (Roma) – Antipapa Pascoal III, coroado por (?). Em 22 de abril de 1164 ele foi consagrado bispo de Roma, por Henrique II de Leez, príncipe-bispo de Liège (não era um cardeal).
- 1168 (Roma) – Antipapa Calisto III, coroado por (?)
- 6 de setembro de 1181 (Velletri) – Papa Lúcio III, coroado pelo Cardeal Teodino de Arrone, Bispo de Porto e Santa Rufina.[29]
- 1 de dezembro de 1185 (Verona) – Papa Urbano III, coroado por (?) (Provavelmente pelo cardeal Ardicio Rivoltella, Diácono de S. Teodoro [30]).
- 25 de outubro de 1187 (Ferrara) – Papa Gregório VIII, coroado pelo Cardeal Giacinto Bobone Orsini, Protodiácono de S. Maria em Cosmedin. No mesmo dia ele foi consagrado bispo de Roma, provavelmente pelo cardeal Thibaud, Bispo de Ostia e Velletri (?).
- 7 de janeiro de 1188 (Pisa) – Papa Clemente III, coroado pelo Cardeal Giacinto Bobone Orsini, Protodiácono de S. Maria em Cosmedin.
- 14 de abril de 1191 (Roma) – Papa Celestino III, coroado pelo Cardeal Graziano da Pisa, Protodiácono da SS. Cosma e Damiano. No mesmo dia ele foi consagrado bispo de Roma pelo cardeal Ottaviano di Paoli, Bispo de Ostia e Velletri e sub-decano do Sacro Colégio dos Cardeais
- 22 de fevereiro de 1198 (Roma) – Papa Inocêncio III, coroado pelo Cardeal Graziano da Pisa, Protodiácono da SS. Cosma e Damiano. No mesmo dia, ele foi consagrado bispo de Roma pelo Cardeal Ottaviano di Paoli, bispo de Ostia e Velletri e sub-decano do Sacro Colégio dos Cardeais
- 31 de agosto de 1216 (Roma) – Papa Honório III, coroado pelo Cardeal Guido Pierleone, Protodiácono de S. Nicola in Tulliano. Em 24 de julho, ele foi consagrado bispo de Roma pelo cardeal Ugolino Conti di Segni, Bispo de Ostia e Velletri e sub-decano do Sacro Colégio dos Cardeais.
- 11 de abril de 1227 (Roma) – Papa Gregório IX, coroado pelo Cardeal Ottaviano dei Conti di Segni, Protodiácono da SS. Sergio e Bacco.
- 28 de junho de 1243 (Anagni) – Papa Inocêncio IV, coroado pelo Cardeal Rainiero Capocci, Protodiácono de S. Maria em Cosmedin. No mesmo dia, ele foi consectrated bispo de Roma, provavelmente pelo cardeal Rinaldo Conti di Segni, Bispo de Ostia e Velletri e decano do Sacro Colégio dos Cardeais (?).
- 20 de dezembro de 1254 (Nápoles) – Papa Alexandre IV, coroado pelo Cardeal Riccardo Annibaldeschi, Protodiácono de S. Angelo in Pescheria.
- 4 de setembro de 1261 (Viterbo) – Papa Urbano IV, coroado pelo Cardeal Riccardo Annibaldeschi, Protodiácono de S. Angelo in Pescheria.
- 20 de setembro de 1265 (Viterbo) – Papa Clemente IV, coroado pelo Cardeal Riccardo Annibaldeschi, Protodiácono de S. Angelo in Pescheria.
- 23 de março de 1272 (Roma) – Papa Gregório X, coroado pelo Cardeal Giovanni Gaetano Orsini, Diácono de S. Nicola in Tulliano. Em 19 de março foi consagrado bispo de Roma, (?) (possivelmente pelo cardeal Odo de Châteauroux, Bispo de Frascati e deão do Sacro Colégio dos Cardeais).
- 22 de fevereiro de 1276 (Roma) – Papa Inocêncio V, coroado pelo Cardeal Giovanni Gaetano Orsini, diácono de S. Nicola in Tulliano.
- 20 de setembro de 1276 (Viterbo) – Papa João XXI, coroado pelo Cardeal Giovanni Gaetano Orsini, Protodiácono de S. Nicola in Tulliano.
- 26 de dezembro de 1277 (Roma) – Papa Nicolau III, coroado pelo Cardeal Giacomo Savelli, Protodiácono de S. Maria em Cosmedin. Em 19 de dezembro ele foi consagrado bispo de Roma, por (?).
- 23 de março de 1281 (Orvieto) - Papa Martinho IV, coroado pelo cardeal Giacomo Savelli, Protodiácono de S. Maria em Cosmedin. No mesmo dia ele foi consagrado bispo de Roma pelo cardeal Latino Malabranca Orsini, Bispo de Ostia e Velletri.
- 19 de maio de 1285 (Roma) – Papa Honório IV, coroado pelo Cardeal Goffredo da Alatri, Protodiácono de S. Giorgio em Velabro. No mesmo dia ele foi consagrado bispo de Roma pelo cardeal Latino Malabranca Orsini, bispo de Ostia e Velletri.
- 22 de fevereiro de 1288 (Roma) – Papa Nicolau IV, coroado pelo Cardeal Matteo Rosso Orsini, Protodiácono de Santa Maria in Portico.
- 29 de agosto de 1294 (Áquila) – Papa Celestino V, provavelmente coroado pelo Cardeal Matteo Rosso Orsini, Protodiácono de Santa Maria in Portico. No mesmo dia ele foi consagrado bispo de Roma, provavelmente pelo cardeal Hugh Aycelin, Bispo de Ostia e Velletri e decano do Sacro Colégio dos Cardeais. Poucos dias depois, ele foi coroado novamente porque na primeira cerimônia participaram apenas três dos dez cardeais (o único exemplo de coroação papal dupla)
- 23 de janeiro de 1295 (Roma) – Papa Bonifácio VIII, coroado pelo Cardeal Matteo Rosso Orsini, Protodiácono de Santa Maria in Portico. No mesmo dia ele foi concecrated bispo de Roma pelo cardeal Hugh Aycelin, bispo de Ostia e Velletri e decano do Sacro Colégio dos Cardeais.
- 27 de outubro de 1303 (Roma) – Papa Bento XI, coroado pelo Cardeal Matteo Rosso Orsini, Protodiácono de Santa Maria in Portico.
- 14 de novembro de 1305 (Lyon) – Papa Clemente V, coroado pelo Cardeal Napoleone Orsini Frangipani, Protodiácono de S. Adriano.
- 5 de setembro de 1316 (Lyon) – Papa João XXII, coroado pelo Cardeal Napoleone Orsini Frangipani, Protodiácono de S. Adriano.
- 15 de maio de 1328 (Roma) – Antipapa Nicolau V, coroado pela Giacomo Alberti, Pseudocardinal-bispo de Ostia e Velletri. Em 12 de maio, ele foi consagrado bispo de Roma por Jacopo Albertini, Bispo de Veneza.
- 8 de janeiro de 1335 (Avinhão) – Papa Bento XII, coroado pelo Cardeal Napoleone Orsini Frangipani, Protodiácono de S. Adriano.
- 19 de maio de 1342 (Avinhão) – Papa Clemente VI, coroado pelo Cardeal Raymond Guillaume des Farges, Protodiácono de Santa Maria Nuova.
- 30 de dezembro de 1352 (Avinhão) – Papa Inocêncio VI, coroado pelo Cardeal Gaillard de la Mothe, Protodiácono de S. Lucia em Septisolio.
- 6 de novembro de 1362 (Avinhão) – Papa Urbano V, provavelmente coroado pelo Cardeal Guillaume de la Jugie, Protodiácono de S. Maria em Cosmedin. No mesmo dia ele foi consagrado bispo de Roma pelo cardeal Andouin Aubert, Bispo de Ostia e Velletri.
- 3 de janeiro de 1371 (Avinhão) – Papa Gregório XI, coroado pela Rinaldo Cardeal Orsini, Protodiácono de S. Adriano. No mesmo dia, ele foi consagrado bispo de Roma pelo cardeal Guy de Boulogne, Bispo de Porto e Santa Rufina e decano do Sacro Colégio dos Cardeais.
- 18 de abril de 1378 (Roma) – Papa Urbano VI, coroado pelo Cardeal Giacomo Orsini, Diácono de S. Giorgio em Velabro.
- 31 de outubro de 1378 (Fondi) – Antipapa Clemente VII, coroado pelo conde Onorato Caetani (não um cardeal).
- 9 de novembro de 1389 (Roma) – Papa Bonifácio IX, coroado pelo Cardeal Tommaso Orsini, Protodiácono de S. Maria em Domnica. No mesmo dia ele foi consagrado bispo de Roma pelo cardeal Francesco Moricotti Prignano, Bispo de Palestrina e decano do Sacro Colégio dos Cardeais.
- 11 de outubro de 1394 (Avinhão) – Antipapa Bento XIII, coroado pelo Cardeal Pierre de Vergne, Diácono de Santa Maria in Via Lata. No mesmo dia, ele foi consagrado bispo de Roma pelo cardeal Jean de Neufchatel, Bispo de Ostia e Velletri.
- 11 de novembro de 1404 (Roma) – Papa Inocêncio VII, coroado pelo Cardeal Landolfo Maramaldo, Protodiácono de S. Nicola in Tulliano.
- 19 de dezembro de 1406 (Roma) – Papa Gregório XII, provavelmente coroado pelo Cardeal Landolfo Maramaldo, Protodiácono de S. Nicola in Tulliano.
- 7 de julho de 1409 (Pisa) – Antipapa Alexandre V, coroado pelo Cardeal Amadeo Saluzzo, Protodiácono de Santa Maria Nuova.
- 25 de maio de 1410 (Bologna) – Antipapa João XXIII, coroado pelo Cardeal Rinaldo Brancaccio, Protodiácono da SS. Vito e Modesto. No mesmo dia, ele foi consagrado bispo de Roma pelo cardeal Jean Allarmet de Brogny, Bispo de Ostia e Velletri e sub-decano do Sacro Colégio dos Cardeais.
- 21 de novembro de 1417 (Constança) – Papa Martinho V, coroado pelo cardeal Rinaldo Brancaccio, Protodiácono da SS. Vito e Modesto. Em 14 de novembro ele foi consagrado bispo de Roma pelo cardeal Jean Allarmet de Brogny, bispo de Ostia e Velletri e decano do Sacro Colégio dos Cardeais.
- 19 de maio de 1426 (Peniscola) – Antipapa Clemente VIII, coroado por (?)
- 11 de março de 1431 (Roma) – Papa Eugênio IV, coroado pelo Cardeal Lucido Conti, Protodiácono de S. Maria em Cosmedin.
- 24 de junho de 1440 (Basileia) – Antipapa Félix V, coroado e consagrado pelo cardeal Louis Aleman, Pároco de S. Cecília.
- 19 de março de 1447 (Roma) – Papa Nicolau V, coroado pelo Cardeal Prospero Colonna, Protodiácono de S. Giorgio em Velabro.
- 20 de abril de 1455 (Roma) – Papa Calisto III, coroado pelo Cardeal Prospero Colonna, Protodiácono de S. Giorgio em Velabro.
- 3 de setembro de 1458 (Roma) – Papa Pio II, coroado pelo Cardeal Prospero Colonna, Protodiácono de S. Giorgio em Velabro.
- 16 de setembro de 1464 (Roma) – Papa Paulo II, coroado pelo Cardeal Niccolò Fortiguerra, Pároco de S. Cecília.
- 25 de agosto de 1471 (Roma) – Papa Sisto IV, coroado pelo Cardeal Rodrigo Borgia, Protodiácono de S. Nicola in Tulliano. No mesmo dia, ele foi consagrado bispo de Roma pelo cardeal Guillaume d'Estouteville, Bispo de Ostia e Velletri e sub-decano do Sacro Colégio dos Cardeais.
- 12 de setembro de 1484 (Roma) – Papa Inocêncio VIII, coroado pelo Cardeal Francesco Todeschini-Piccolomini, Protodiácono de S. Eustachio.
- 26 de agosto de 1492 (Roma) – Papa Alexandre VI, Coroado pelo Cardeal Francesco Todeschini-Piccolomini, Protodiácono de S. Eustachio.
- 8 de outubro de 1503 (Roma) – Papa Pio III, coroado pelo Cardeal Raffaele Riario, Protodiácono de S. Lorenzo in Damaso. Em 1 de outubro, ele foi consagrado bispo de Roma pelo Cardeal Giuliano della Rovere, bispo de Ostia e Velletri e sub-decano do Sacro Colégio dos Cardeais.
- 26 de novembro de 1503 (Roma) – Papa Júlio II, coroado pela Cardeal Giovanni Colonna, Diácono de S. Maria em Aquiro.
- 19 de março de 1513 (Roma) – Papa Leão X, coroado pelo Cardeal Alessandro Farnese, Protodiácono de S. Eustachio. Em 17 de março, ele foi consagrado bispo de Roma pelo cardeal Raffaele Riario, bispo de Ostia e Velletri, e decano do Sacro Colégio dos Cardeais.
- 31 de agosto de 1522 (Roma) – Papa Adriano VI, coroado pela Cardeal Marco Cornaro, Protodiácono de Santa Maria in Via Lata.
- 26 de novembro de 1523 (Roma) – Papa Clemente VII, coroado pelo Cardeal Marco Cornaro, Protodiácono de Santa Maria in Via Lata.
- 3 de novembro de 1534 (Roma) – Papa Paulo III, coroado pelo Cardeal Innocenzo Cibo, Protodiácono de S. Maria em Domnica.
- 22 de fevereiro de 1550 (Roma) – Papa Júlio III, coroado pelo Cardeal Innocenzo Cibo, Protodiácono de S. Maria em Domnica.
- 10 de abril de 1555 (Roma) – Papa Marcelo II, coroado pelo Cardeal Francesco Pisani, Protodiácono de S. Marco. No mesmo dia ele foi consagrado bispo de Roma pelo cardeal Gian Pietro Carafa, bispo de Ostia e Velletri, e decano do Sacro Colégio dos Cardeais.
- 26 de maio de 1555 (Roma) – Papa Paulo IV, coroado pelo Cardeal Francesco Pisani, Protodiácono de S. Marco.
- 6 de janeiro de 1560 (Roma) – Papa Pio IV, coroado pela Cardeal Alessandro Farnese, Protodiácono de S. Lorenzo in Damaso.
- 17 de janeiro de 1566 (Roma) – Papa Pio V, coroado pelo Cardeal Giulio della Rovere Feltre, Protodiácono de S. Pietro in Vincoli
- 25 de maio de 1572 (Roma) – Papa Gregório XIII, coroado pelo Cardeal Innocenzo Ciocchi del Monte, Protodiácono de Santa Maria in Via Lata.
- 1 de maio de 1585 (Roma) – Papa Sisto V, coroado pelo Cardeal Ferdinando de 'Medici, Diácono de S. Maria em Domnica.
- 8 de dezembro de 1590 (Roma) – Papa Gregório XIV, coroado pelo Cardeal Andreas von Áustria, Protodiácono de Santa Maria Nuova.
- 3 de novembro de 1591 (Roma) – Papa Inocêncio IX, coroado pelo Cardeal Andreas von Áustria, Protodiácono de Santa Maria Nuova.
- 9 de fevereiro de 1592 (Roma) – Papa Clemente VIII, coroado pelo Cardeal Francesco Sforza di Santa Fiora, Diácono de Santa Maria in Via Lata. Em 2 de fevereiro, ele foi consagrado bispo de Roma pelo cardeal Alfonso Gesualdo, Bispo de Ostia e Velletri e decano do Sacro Colégio dos Cardeais.
- 29 de abril de 1605 (Roma) – Papa Leão XI, coroado pelo Cardeal Francesco Sforza di Santa Fiora, Protodiácono de Santa Maria in Via Lata.
- 29 de maio de 1605 (Roma) – Papa Paulo V, coroado pelo Cardeal Francesco Sforza di Santa Fiora, Protodiácono de Santa Maria in Via Lata.
- 14 de fevereiro de 1621 (Roma) – Papa Gregório XV, coroado pelo Cardeal Andrea Baroni Peretti Montalto, Protodiácono de Santa Maria in Via Lata.
- 29 de setembro de 1623 (Roma) – Papa Urbano VIII, coroado pelo Cardeal Alessandro d'Este, Protodiácono de Santa Maria in Via Lata.
- 4 de outubro de 1644 (Roma) – Papa Inocêncio X, coroado pelo Cardeal Carlos de Médici, Protodiácono de S. Nicola in Tulliano.
- 16 de abril de 1655 (Roma) – Papa Alexandre VII, coroado pelo Cardeal Teodoro Trivulzio, Protodiácono de Santa Maria in Via Lata.
- 26 de junho de 1667 (Roma) – Papa Clemente IX, coroado pelo Cardeal Rinaldo d'Este, Protodiácono de S. Nicola in Tulliano.
- 11 de maio de 1670 (Roma) – Papa Clemente X, coroado pelo Cardeal Francesco Maidalchini, Protodiácono de Santa Maria in Via Lata.
- 4 de outubro de 1676 (Roma) – Papa Inocêncio XI, coroado pelo Cardeal Francesco Maidalchini, Protodiácono de Santa Maria in Via Lata.
- 16 de outubro de 1689 (Roma) – Papa Alexandre VIII, Coroado pelo Cardeal Francesco Maidalchini, Protodiácono de Santa Maria in Via Lata.
- 15 de julho de 1691 (Roma) – Papa Inocêncio XII, coroado pelo Cardeal Urbano Sacchetti, Protodiácono de Santa Maria in Via Lata.
- 8 de dezembro de 1700 (Roma) – Papa Clemente XI, coroado pelo Cardeal Benedetto Pamphilj, Protodiácono de Santa Maria in Via Lata. Em 30 de novembro ele foi consagrado bispo de Roma por Cardeal de Bouillon, Bispo de Porto e Santa Rufina e decano do Sacro Colégio dos Cardeais.
- 18 de maio de 1721 (Roma) – Papa Inocêncio XIII, coroado pelo Cardeal Benedetto Pamphilj, Protodiácono de Santa Maria in Via Lata.
- 4 de junho de 1724 (Roma) – Papa Bento XIII, coroado pelo Cardeal Benedetto Pamphilj, Protodiácono de Santa Maria in Via Lata.
- 16 de julho de 1730 (Roma) – Papa Clemente XII, coroado pelo Cardeal Lorenzo Altieri, Protodiácono de S. Agata em Suburra.
- 21 de agosto de 1740 (Roma) – Papa Bento XIV, coroado pelo Cardeal Carlo Maria Marini, Diácono de S. Agata em Suburra.
- 16 de julho de 1758 (Roma) – Papa Clemente XIII, coroado pelo Cardeal Alessandro Albani, Protodiácono de Santa Maria in Via Lata.
- 4 de junho de 1769 (Roma) - Papa Clemente XIV, Coroado pelo Cardeal Alessandro Albani, Protodiácono de Santa Maria in Via Lata. Em 28 de maio, ele foi consagrado bispo de Roma pelo cardeal Federico Marcello Lante, Bispo de Porto e Santa Rufina e sub-decano do Sacro Colégio dos Cardeais.
- 22 de fevereiro de 1775 (Roma) - Papa Pio VI, coroado pelo Cardeal Alessandro Albani, Protodiácono de Santa Maria in Via Lata. No mesmo dia, ele foi consagrado bispo de Roma por Cardeal Giovanni Francesco Albani, Bispo de Porto e Santa Rufina e decano do Sacro Colégio dos Cardeais.
- 21 de março de 1800 (Veneza) – Papa Pio VII, coroado pelo Cardeal Antonio Doria Pamphili, Protodiácono de S. Maria ad Martyres.
- 5 de outubro de 1823 (Roma) – Papa Leão XII, coroado pelo Cardeal Fabrizio Ruffo, Protodiácono de Santa Maria in Via Lata.
- 5 de abril de 1829 (Roma) – Papa Pio VIII, coroado pelo Cardeal Giuseppe Albani, Protodiácono de Santa Maria in Via Lata.
- 6 de fevereiro de 1831 (Roma) – Papa Gregório XVI, coroado pelo Cardeal Giuseppe Albani, Protodiácono de Santa Maria in Via Lata. No mesmo dia ele foi consagrado bispo de Roma pelo cardeal Bartolomeo Pacca, Bispo de Ostia e Velletri, e decano do Sacro Colégio dos Cardeais.
- 21 de junho de 1846 (Roma) - Papa Pio IX, coroado pelo Cardeal Tommaso Riario Sforza, Protodiácono de Santa Maria in Via Lata
- 3 de março de 1878 (Roma) - Papa Leão XIII, coroado pelo Cardeal Teodolfo Mertel, Diácono de S. Eustachio.
- 9 de agosto de 1903 (Roma) - Papa Pio X, coroado pelo Cardeal Luigi Macchi, Protodiácono de Santa Maria in Via Lata.
- 6 de setembro de 1914 (Roma) – Papa Bento XV, coroado pelo Cardeal Francesco Salesio Della Volpe, Protodiácono de S. Maria em Aquiro.
- 12 de fevereiro de 1922 (Roma) - Papa Pio XI, coroado pelo Cardeal Gaetano Bisleti, Protodiácono de S. Agata em Suburra.
- 12 de março de 1939 (Roma, Cidade do Vaticano) - Papa Pio XII, coroado pelo Cardeal Camillo Caccia Dominioni, Protodiácono de S. Maria em Domnica.
- 4 de novembro de 1958 (Roma, Cidade do Vaticano) – Papa João XXIII, coroado pelo Cardeal Nicola Canali, Protodiácono de S. Nicola in Tulliano.
- 30 de junho de 1963 (Roma, Cidade do Vaticano) – Papa Paulo VI, coroado pelo Cardeal Alfredo Ottaviani, Protodiácono de S. Maria em Domnica (última coroação papal).